# Starry
Starry é um refrigerante de limão distribuído nos Estados Unidos pela PepsiCo. A distribuição começou em janeiro de 2023. A marca tem como objetivo competir com Sprite da Coca-Cola e 7 Up da Keurig Dr Pepper. Em janeiro de 2023, Starry substituiu Sierra Mist como bebida com sabor de limão da Pepsi, em parte porque Sierra Mist não conseguiu ganhar participação de mercado na categoria em crescimento. Starry não contém cafeína e, desde abril de 2023, está disponível nas variedades Regular e Zero Açúcar.

## História
Em julho de 2022, foi relatado que a PepsiCo comprou um nome de domínio para uma nova marca de bebida de limão que eventualmente substituiria Sierra Mist. No mês seguinte, em agosto de 2022, a empresa solicitou uma marca registrada para a marca Starry, bem como para um logotipo.
A marca começou a ser distribuída nas lojas em janeiro de 2023 com marketing voltado para a Geração Z. A Bloomberg Businessweek relatou que analistas do setor sugeriram que uma campanha bem-sucedida para conquistar participação de mercado poderia significar tirar de 5 a 10% da participação de mercado da Sprite.

## Produto
Starry é vendido em latas de 212 gramas ou 340 gramas e em garrafas plásticas de 453 gramas a dois litros. Desde a sua criação, Starry é composto por água gaseificada, xarope de milho rico em frutose, ácido cítrico, sabor natural e vários conservantes. Starry usa xarope de milho rico em frutose como adoçante, ao contrário do Sierra Mist, que era adoçado com açúcar de cana antes de ser descontinuado.

## Recepção
A recepção da bebida nas redes sociais sugere que muitos acham que Starry tem gosto semelhante ao de seu antecessor Sierra Mist, enquanto outros acham que tem gosto semelhante ao Sprite, o líder de longa data do mercado de refrigerantes de limão. Starry foi descrito como sendo mais "cítrico" do que Sierra Mist.